# الجسر (قصص قصيرة)
الجسر قصة قصيرة يمنية من تأليف زيد مطيع دماج صدرت في 1986.